# Franz Rotzoll

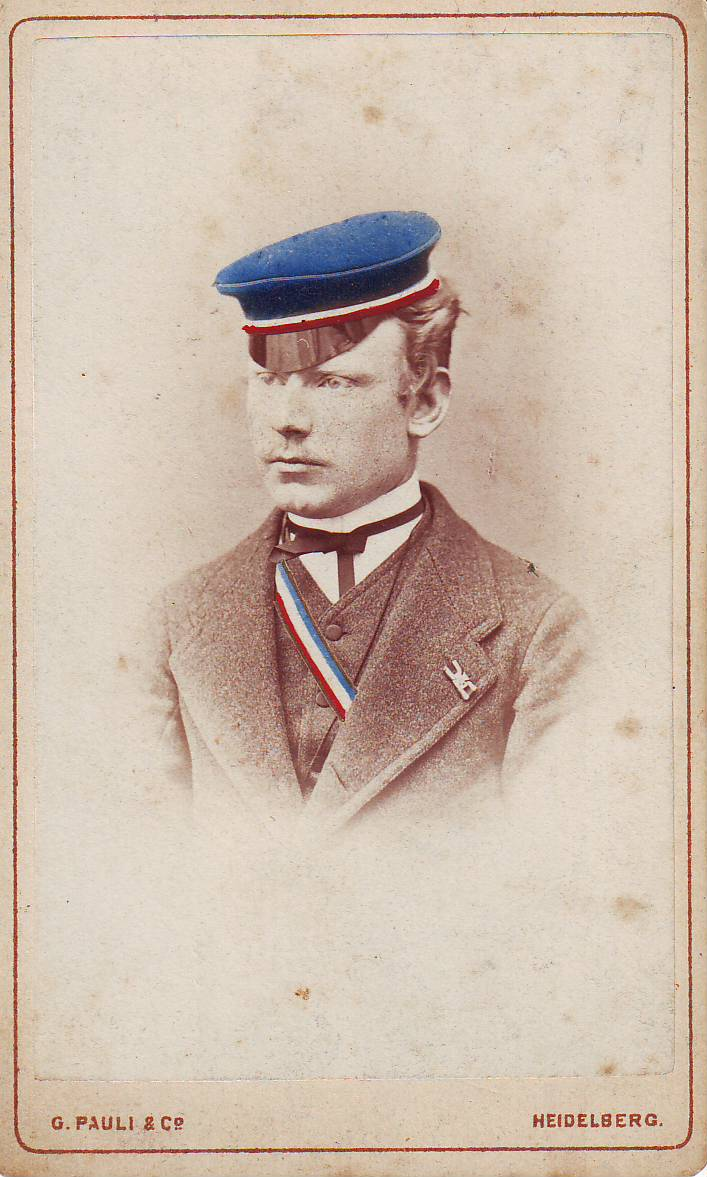
Franz Rotzoll, 1871/72

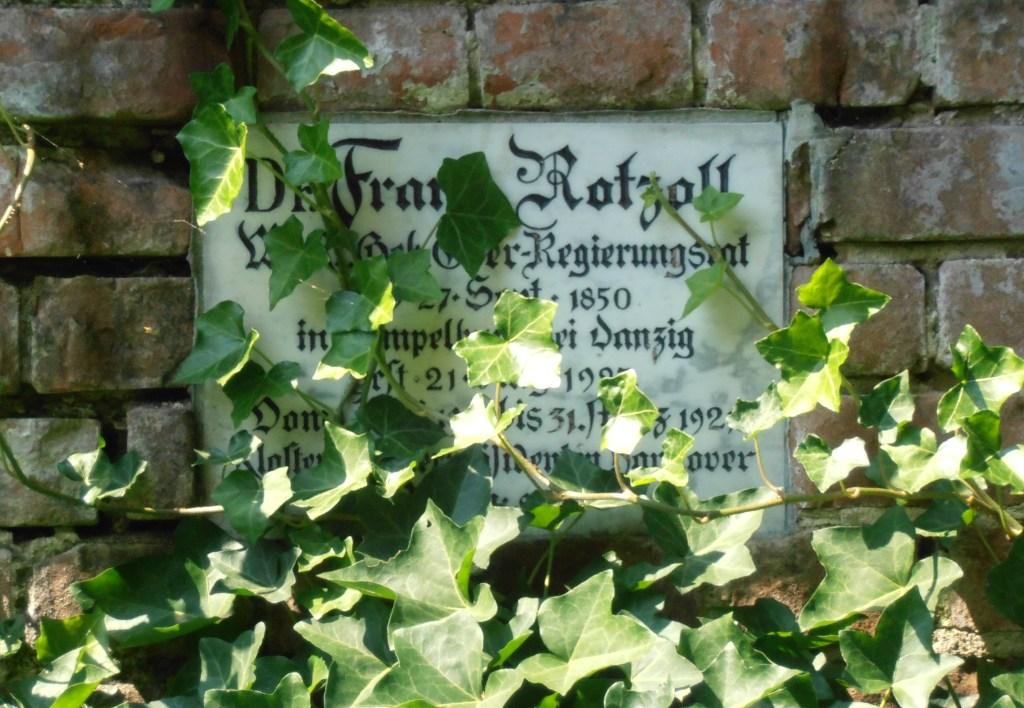
Grabplatte auf dem Friedhof Marienwerder

Franz Rotzoll (* 27. September 1850 in Tempelburg bei Danzig; † 21. August 1927 in Hannover) war ein deutscher Jurist und Präsident der Klosterkammer Hannover.

## Leben
Rotzoll studierte nach dem Besuch des Gymnasiums Rechtswissenschaften in Heidelberg (Mitglied des Corps Rhenania Heidelberg) und Leipzig (Mitglied des Corps Thuringia Leipzig), wurde 1875 Kammergerichtsreferendar, 1880 Gerichtsassessor und im gleichen Jahr Regierungsassessor in Marienwerder, 1883 Verwalter des Landratsamtes Deutsch Krone, 1884 Landrat ebd., 1894 Oberregierungsrat und Dirigent bei der Regierung in Gumbinnen. 1899 wechselte er als Geheimer Regierungsrat und vortragender Rat ins preußische Kultusministerium, ehe er 1901 zum Präsidenten der königlichen Klosterkammer in Hannover ernannt wurde. In seine Amtszeit fällt unter anderem die umfassende Renovierung der Klosterkirche in Bursfelde (1901–1903). 1912 erhielt er den Titel eines Wirklichen Geheimen Oberregierungsrats im Rang eines Rates erster Klasse.
Beigesetzt wurde Franz Rotzoll auf dem Klosterfriedhof des Klosters Marienwerder in Hannover.

## Familie
Rotzoll heiratete 1882 Anna von Kehler (1862–1942), eine Tochter des Verwaltungsgerichtsdirektors und Syndikus der Westpreußischen Landschaft Rudolf von Kehler (1827–1919) und der Luise Freiin von Cramer (1829–1909). Ihre Kinder waren:
- Hermann Rotzoll (* 24. Juli 1884) Dr. phil., zuletzt Privatdozent an der TH Braunschweig, geriet im Januar 1915 als Soldat mit einem Marineluftschiff über Russland in Gefangenschaft (Sibirien), aus der er 1920 über Ostasien zurückkehren konnte. Heirat mit Else geb. Gewecke, der Verlobten seines gefallenen Bruders Rudolf Rotzoll starb in Braunschweig an einer Lungenkrankheit am 4. Januar 1931.
- Marie Wilhelmine Rotzoll (* 10. Mai 1886 in Deutsch Krone, Westpr.), heiratete Günther Müller, Professor für Germanistik und Goetheforscher in Münster und Bonn, lebte und starb (1964) in Münster.
- Anna Sophie Ursula Rotzoll (19. August 1887 in Deutsch Krone, Westpr.), Gymnasiallehrerin für Deutsch, Französisch und Englisch in Hannover und Hamburg-Blankenese, heiratete 1924 Wilhelm Stolze (* 5. April 1873 in Ottersleben b. Magdeburg), Landgerichtsdirektor in Blankenese, lebte mit Mann und drei Kindern ebendort, ab 1937 in Salzelmen bei Magdeburg, später (1956) in Münster und (1970) Bielefeld, starb dort am 18. April 1980.
- Rudolf Rotzoll (* 27. November 1893), Altphilologe und Archäologe, fiel nach jahrelangem Grabenkampf ab 1915 im Westen als Infanterieflieger am 23. Oktober 1918 in Frankreich.
- Franz Rotzoll (* 18...?), Kaufmann in Hamburg und Montevideo, kehrte ca. 1936 nach Hamburg zurück, verlor von fünf Kindern zwei als Soldaten im Russlandkrieg 1942 bzw. 1945, ging wieder nach Südamerika (Chile) zurück und starb dort.
- Georg Andreas Rotzoll (* 1889) war Vorstandsmitglied der Elektrowerke AG in Berlin, Mitglied des Aufsichtsrats der Braunschweigischen Kohlenbergwerke (Helmstedt) und der Elektrizitätswerke Liegnitz AG (Liegnitz) sowie Vorstandsmitglied des Wirtschaftsverbandes der Elektrizitätswerke eGmbH (Berlin).
- Friedrich Wilhelm Rotzoll (5. April 1902–1982) war verheiratet mit Erika Fiehn, Tochter von Hans Fiehn
- Eva Rotzoll (1883–1919)[3], Lehrerin in Hannover, starb an Sepsis nach einer verschleppten Grippe.